# Saur-Sojasun/Saison 2011
Dieser Artikel listet Erfolge und Mannschaft des Radsportteams Saur-Sojasun in der Saison 2011 auf.

## Erfolge in der UCI Europe Tour
In den Rennen der Saison 2011 der UCI Europe Tour gelangen die nachstehenden Erfolge.
| Datum             | Rennen                                              | Kat. | Fahrer             |
| ----------------- | --------------------------------------------------- | ---- | ------------------ |
| 5. Februar        | 4. Etappe Étoile de Bessèges                        | 2.1  | Stéphane Poulhies  |
| 20. Februar       | 1. Etappe Ruta del Sol (EZF)                        | 2.1  | Jimmy Engoulvent   |
| 21. Februar       | 2. Etappe Ruta del Sol                              | 2.1  | Jonathan Hivert    |
| 13. März          | Paris–Troyes                                        | 1.2  | Jonathan Hivert    |
| 10. April         | Klasika Primavera                                   | 1.1  | Jonathan Hivert    |
| 14. April         | Grand Prix de Denain                                | 1.1  | Jimmy Casper       |
| 28. April         | 4. Etappe Tour de Bretagne                          | 2.2  | Paul Poux          |
| 15. Mai           | 3. Etappe Tour de Picardie                          | 2.1  | Jimmy Casper       |
| 18. Juni          | 2. Etappe Boucles de la Mayenne                     | 2.2  | Jimmy Casper       |
| 19. Juni          | 3. Etappe Boucles de la Mayenne                     | 2.2  | Jimmy Casper       |
| 17.–19. Juni      | Gesamtwertung Boucles de la Mayenne                 | 2.2  | Jimmy Casper       |
| 25. Juli          | Prueba Villafranca de Ordizia                       | 1.1  | Julien Simon       |
| 31. Juli          | Polynormande                                        | 1.1  | Anthony Delaplace  |
| 10. August        | 1. Etappe Tour de l’Ain                             | 2.1  | Jimmy Casper       |
| 24. September     | 1. Etappe Tour du Gévaudan Languedoc-Roussillon     | 2.2  | Guillaume Levarlet |
| 25. September     | 2. Etappe Tour du Gévaudan Languedoc-Roussillon     | 2.2  | Guillaume Levarlet |
| 23.–25. September | Gesamtwertung Tour du Gévaudan Languedoc-Roussillon | 2.2  | Guillaume Levarlet |

## Abgänge – Zugänge
| Zugänge            | Team 2010        | Abgänge         | Team 2011 |
| ------------------ | ---------------- | --------------- | --------- |
| Ludovic Turpin     | AG2R La Mondiale | Cédric Coutouly | Unbekannt |
| Arnaud Coyot       | Caisse d’Epargne |                 |           |
| Christophe Laborie | Neoprofi         |                 |           |
| Jean-Lou Païani    | Neoprofi         |                 |           |
| Paul Poux          | Neoprofi         |                 |           |

## Mannschaft
| Name               | Geburtstag         | Nationalität |              |
| ------------------ | ------------------ | ------------ | ------------ |
| Cyril Bessy        | 29. Mai 1986       | Frankreich   |              |
| Jimmy Casper       | 28. Mai 1978       | Frankreich   |              |
| Jérôme Coppel      | 6. August 1986     | Frankreich   |              |
| Arnaud Coyot       | 6. Oktober 1980    | Frankreich   |              |
| Anthony Delaplace  | 11. September 1989 | Frankreich   |              |
| Jimmy Engoulvent   | 7. Dezember 1979   | Frankreich   |              |
| Jérémie Galland    | 8. April 1983      | Frankreich   |              |
| Jonathan Hivert    | 23. März 1985      | Frankreich   |              |
| Fabrice Jeandesboz | 4. Dezember 1984   | Frankreich   |              |
| Sébastien Joly     | 25. Juni 1979      | Frankreich   |              |
| Christophe Laborie | 5. August 1986     | Frankreich   |              |
| Cyril Lemoine      | 3. März 1983       | Frankreich   |              |
| Guillaume Levarlet | 25. Juli 1985      | Frankreich   |              |
| Laurent Mangel     | 22. Mai 1981       | Frankreich   |              |
| Jean-Marc Marino   | 15. August 1983    | Frankreich   |              |
| Rony Martias       | 4. August 1980     | Frankreich   |              |
| Romain Mathéou     | 8. November 1988   | Frankreich   |              |
| Jean-Lou Païani    | 23. Dezember 1988  | Frankreich   |              |
| Stéphane Poulhies  | 26. Juni 1985      | Frankreich   |              |
| Paul Poux          | 9. Juli 1984       | Frankreich   |              |
| Julien Simon       | 4. Oktober 1985    | Frankreich   |              |
| Yannick Talabardon | 6. Juli 1981       | Frankreich   |              |
| Ludovic Turpin     | 22. März 1975      | Frankreich   |              |
| Stagiaires         | Stagiaires         | Nationalität | Nationalität |
| Maxime Daniel      | Maxime Daniel      | Frankreich   |              |
| Maxime Renault     | Maxime Renault     | Frankreich   |              |
| Étienne Tortelier  | Étienne Tortelier  | Frankreich   |              |

## Platzierungen in UCI-Ranglisten
UCI Europe Tour 2011
|       | Fahrer             | Punkte |
| ----- | ------------------ | ------ |
| 27.   | Julien Simon       | 249,75 |
| 33.   | Jimmy Casper       | 227    |
| 35.   | Jonathan Hivert    | 219    |
| 46.   | Anthony Delaplace  | 196    |
| 71.   | Jérôme Coppel      | 160    |
| 95.   | Stéphane Poulhies  | 132    |
| 106.  | Guillaume Levarlet | 121    |
| 133.  | Jérémie Galland    | 107    |
| 169.  | Laurent Mangel     | 90     |
| 236.  | Jimmy Engoulvent   | 66     |
| 263.  | Fabrice Jeandesboz | 59,75  |
| 296.  | Cyril Lemoine      | 54     |
| 337.  | Sébastien Joly     | 47     |
| 373.  | Jean-Marc Marino   | 42     |
| 412.  | Paul Poux          | 39,75  |
| 517.  | Rony Martias       | 28     |
| 560.  | Christophe Laborie | 24     |
| 1261. | Yannick Talabardon | 1,75   |
| 1261. | Cyril Bessy        | 1,75   |